# Puccinellia magellanica
Puccinellia magellanica är en gräsart som först beskrevs av Joseph Dalton Hooker, och fick sitt nu gällande namn av Parodi. Puccinellia magellanica ingår i släktet saltgrässläktet, och familjen gräs. Inga underarter finns listade i Catalogue of Life.